# Watermark
Эта статья о музыкальном альбоме, о водяных знаках см. другую статью
Watermark — студийный альбом ирландской певицы Энии, изданный в 1988 году. Этот диск, и особенно песня «Orinoco Flow», принесшая Энии широкую известность, — являются характерным примером музыки нью-эйдж, хотя сама Эния не относит свою музыку к этому жанру.

## Об альбоме
В 1989 году была выпущена расширенная версия Watermark, в которую была добавлена дорожка «Storms in Africa (Part II)», выпущенная ранее на CD-сингле. Через некоторое время эта песня была вновь изъята из альбома, и в дальнейшем он издавался уже без неё.

## Список композиций
1. Watermark — 2:24
2. Cursum Perficio — 4:06
3. On Your Shore — 3:59
4. Storms in Africa — 4:03
5. Exile — 4:20
6. Miss Clare Remembers — 1:59
7. Orinoco Flow — 4:25
8. Evening Falls… — 3:46
9. River — 3:10
10. The Longships — 3:36
11. Na Laetha Gael M'Óige — 3:54
12. Storms in Africa, Pt. 2 — 3:01[1]

## Синглы
- Orinoco Flow (15 октября 1988 года), дополнительные дорожки: «Smaotím...» и «Out Of The Blue». Был переиздан в 1998 со специальными ремиксами «Hope Has A Place» и «Pax Deorum».
- Evening Falls... (1988), дополнительные дорожки: «Oíche Chiún» и «Morning Glory».
- Storms In Africa (Part II) (1989), дополнительные дорожки: «Aldebaran», «The Celts» и «Storms In Africa (Part II)» (ремикс «Storms In Africa» с более быстрым темпом звучания, оригинальный ирландский текст заменен английским).

## Участники записи
- Эния — клавишные, вокал
- Нейл Бакли — кларнет
- Крис Ньюдс — ударные, барабаны
- Дэви Спилэйн — вистл, ирландская волынка

Производство
- Продюсеры: Эния, Ники Райан
- Сопродюсеры: Эния, Рос Кулум
- Исполнительный продюсер: Роб Диккенс
- Инженер: Рос Кулум
- Сведение: Джим Бартон, Рос Кулум
- Аранжировка: Эния, Ники Райан
- Обложка: Дэвид Хискук
- Дополнительные фотографии: Рассел Йами
- Дизайн: Лоуренс Дунмор

## Позиции в чартах и продажи
Еженедельные чарты:
| Страна         | Позиция | Уровень (если есть) | Продажи/поставки |
| -------------- | ------- | ------------------- | ---------------- |
| Австрия        | 15      |                     |                  |
| Бразилия       |         | Platinum            | 250,000+         |
| Великобритания | 5       | 4x Platinum         | 1,200,000+       |
| Германия       |         | Platinum            | 200,000+         |
| Канада         |         | 3x Platinum         | 300,000+         |
| Нидерланды     |         | Platinum            | 80,000+          |
| Норвегия       | 5       |                     |                  |
| США            | 25      | 4x Platinum         | 4,000,000+       |
| Франция        |         | Platinum            | 300 000          |
| Швеция         | 5       |                     |                  |
| Швейцария      | 1       | Platinum            | 50,000+          |

Годовые чарты:
| Хит-парад (1989)       | Позиция |
| ---------------------- | ------- |
| Европа (Music & Media) | 36      |